# سنترویل (بیوت شهرستان، کالیفرنیا)
سنترویل (به انگلیسی: Centerville) یک منطقهٔ مسکونی در ایالات متحده آمریکا است که در شهرستان بیوت، کالیفرنیا واقع شده‌است. سنترویل ۲۰۱ متر بالاتر از سطح دریا واقع شده‌است.